# Saalmuellerana
Saalmuellerana là một chi bướm đêm thuộc họ Noctuidae.